# 司馬春英
司馬 春英（しば はるひで、1951年 - ）は、日本の哲学者、大正大学教授。

## 来歴
1979年京都大学農学部卒、文学部哲学科宗教学専攻卒、1989年大正大学大学院文学研究科西洋哲学専攻満期退学。2001年「唯識思想と現象学」で大正大学文学博士。大正大学文学部講師、助教授、人文学科教授。

## 著書
- 『現象学と比較哲学』北樹出版 1998
- 『唯識思想と現象学 思想構造の比較研究に向けて』大正大学出版会 2003

### 共編著
- 『知のエクスプロージョン 東洋と西洋の交差』渡辺明照共編著 北樹出版 2009
- 『脳が先か、心が先か』養老孟司、滝川一廣、星川啓慈、林田康順、長谷川智子共編 ティー・マップ 大正大学まんだらライブラリー 2009
- 『「教養」のリメーク 大学生のために』星川啓慈共編 大正大学まんだらライブラリー 2010

## 参考
- [ISBN 978-4-924297-13-5]
- J-GLOBAL
- 大正大学